# پی‌آرآی‌ام
پی‌آرآی‌ام (انگلیسی: PRIM) شرکت ساعت‌سازی در جمهوری چک است، که در سال ۱۹۴۹ تأسیس شد.